# ASCII
Az ASCII egy mozaikszó: az American Standard Code for Information Interchange kezdőbetűiből (jelentése kb.: szabványos amerikai kód információcserére). A kód jelkészlete az angol abc betűit, számokat, írásjeleket és vezérlő kódokat tartalmazza. Az ASCII jelkészlet 128 különböző szövegkaraktert 0..127 előjel nélküli egész számokra képez le. ASCII-kódolást alkalmaznak a szövegszerkesztő programok (például a Jegyzettömb) is.

Az eredeti ASCII jelkészlet

## Rendeltetése
Az informatikai eszközök az emberi kommunikációra használatos betűket digitális formában tudják csak tárolni és megjeleníteni. Például egy számítógép az összes digitálisan megjeleníthető karaktert (a kis- és nagybetűket, írásjeleket, valamint az egyéb speciális jeleket is) számok formájában tudja csak tárolni és egymástól megkülönböztetni.
Egy számítógép mindent bináris számokként ábrázol, így a karaktereket szintén bináris értékekként ábrázolják.
Lényeges, hogy a karakterek numerikus értékekké való leképezése egységesen történjen: Ha a 65-ös helyen álló ASCII kódot elküldik egy eszköznek (számítógép perifériának vagy egy másik számítógépnek), akkor a fogadó eszköznek ezt a kapott jelet minden esetben A karakternek kell értelmeznie, máskülönben a kommunikáció nem lehetne egységes, így lehetetlenné válna szövegek tárolása, kinyomtatása vagy átvitele egy másik gépre. A korabeli karakteres (nem grafikus) kijelzők vezérlőegységei egy adott szimbólum megjelenítésére a saját memóriájukat (EPROM-ba égetett karaktergenerátorukat) használták.
Az ASCII-kódoláson kívül léteznek más kódolások is, például az EBCDIC, sőt a különböző számítógép-architektúrák eltérő kódolást használnak.

## Története
A kódrendszert az 1960-as években dolgozták ki és szabványosították az Egyesült Államokban. Alkalmazásának célja a telexgépeken (távgépírón) és sornyomtatókon való felhasználás volt. A szöveget egy villamos írógéphez vagy margarétafejes nyomtatóhoz hasonló írógépbe gépelték, mely vagy közvetlenül továbbította közönséges telefonhálózaton keresztül a fogadó állomásnak a binárisan kódolt üzenetet vagy offline üzemmódban lyukszalagot nyomtattak segítségével és később automatikus üzemmódban küldték el. A nem nyomtatható karakterek a sornyomtató működéséhez igazodtak: ilyen a tabulátor és a kocsi-vissza, valamint a soremelés karakter is. A bájt nyolc bitjéből egy kihasználatlan maradt: ez volt a paritás bit, amelyből következtetni lehetett az átvitel zavarmentességére.
Első továbbfejlesztési iránya az volt, hogy belekerüljenek a leggyakoribb nyugat-európai nyelvek ékezetes karakterei; ennek eredménye az ISO 8859-1 kódolás, más néven a Latin-1.
A Unicode az ASCII jelkészlet kiterjesztése, amely hét bit helyett 16 bitet használ a karakterek ábrázolására. Ez 65 536 különböző jel használatát engedi meg a jelkészletben, ezáltal lehetővé teszi, hogy a világ különböző nyelveinek legtöbb szimbólumát egyetlen egységes jelkészletbe foglaljuk.

## Felépítése
A 7 bites ASCII jelkészlet négy, egyenként 32 karakterből álló csoportra oszlik, amelyek a következők:
- Vezérlőkódok: az első 32 karakter (0 és 31 közé eső) különböző nyomtató és képernyő vezérlési műveleteket végeznek és nem jelenítenek meg szimbólumot. A 0 és 31 közé eső ASCII kódok speciális, nem-nyomtatódó vezérlő kódok. Például a 8. helyen lévő visszalépés BS (backspace) egy karakterrel balra lépteti a kurzort vagy a nyomtatófejet.[5]
- Írásjelek és számjegyek. A táblázat 3. és 4. sora (írásjelek a szóközzel kezdődően és a számok).
- Nagybetűk: Mivel csak 26 különböző angol betű van, a fennmaradó hat kód különböző speciális jeleket tartalmaz.
- Kisbetűk: Az utolsó csoport a kisbetűknek van fenntartva. A fennmaradó hat kódból öt különleges jel és a 127. helyen lévő törlés jele: DEL. A nagy- és a (nekik megfelelő) kisbetűk között éppen 32 hely (karakter) távolság van, így egy adott nagybetű ASCII-helyértékét 32-vel növelve a neki megfelelő kisbetűt adja vissza és viszont. Bináris formában viszont csak az 5. biten térnek el a nagy- és a kisbetűk. A megfelelő bitek átállításával nagyon gyors függvények készíthetőek kisbetű-nagybetű konverzióra.[6]

### Vezérlőkarakterek
| Bináris   | Decimális | Hexa | Rövidítés | Eredeti név                   | Név/jelentés                                                               |
| --------- | --------- | ---- | --------- | ----------------------------- | -------------------------------------------------------------------------- |
| 0000      | 0         | 00   | NUL       | Null character                | Lezáró nulla, például a memóriában tárolt karakterláncok végén használatos |
| 0000 0001 | 1         | 01   | SOH       | Start of Header               | Fej(léc) kezdete                                                           |
| 0000 0010 | 2         | 02   | STX       | Start of Text                 | Szöveg kezdete                                                             |
| 0000 0011 | 3         | 03   | ETX       | End of Text                   | Szöveg vége                                                                |
| 0000 0100 | 4         | 04   | EOT       | End of Transmission           | Adatátvitel vége                                                           |
| 0000 0101 | 5         | 05   | ENQ       | Enquiry                       | Vizsgálat                                                                  |
| 0000 0110 | 6         | 06   | ACK       | Acknowledgment                | Visszaigazolás                                                             |
| 0000 0111 | 7         | 07   | BEL       | Bell                          | Csengetés                                                                  |
| 0000 1000 | 8         | 08   | BS        | Backspace                     | Visszalépés (kurzor balra mozog). Esetleg törlés is                        |
| 0000 1001 | 9         | 09   | HT        | Horizontal Tab                | Vízszintes tabulátor                                                       |
| 0000 1010 | 10        | 0A   | LF        | Line feed                     | Új sor                                                                     |
| 0000 1011 | 11        | 0B   | VT        | Vertical Tab                  | Függőleges tabulátor                                                       |
| 0000 1100 | 12        | 0C   | FF        | Form feed                     | Lapdobás (új oldal)                                                        |
| 0000 1101 | 13        | 0D   | CR        | Carriage return               | Kocsi vissza, a kurzor a sor elejére megy (de marad a sorban!)             |
| 0000 1110 | 14        | 0E   | SO        | Shift Out                     | Karakterkészlet váltása                                                    |
| 0000 1111 | 15        | 0F   | SI        | Shift In                      | Karakterkészlet visszaállítása                                             |
| 0001 0000 | 16        | 10   | DLE       | Data Link Escape              | Nyers adat következik                                                      |
| 0001      | 17        | 11   | DC1       | Device Control 1              | Eszközvezérlés 1 – gyakran XON (adás engedélyezése)                        |
| 0001 0010 | 18        | 12   | DC2       | Device Control 2              | Eszközvezérlés 2                                                           |
| 0001 0011 | 19        | 13   | DC3       | Device Control 3 (often XOFF) | Eszközvezérlés 3 – gyakran XOFF (adás szüneteltetése)                      |
| 0001 0100 | 20        | 14   | DC4       | Device Control 4              | Eszközvezérlés 4                                                           |
| 0001 0101 | 21        | 15   | NAK       | Negative Acknowledgement      | Negatív visszaigazolás                                                     |
| 0001 0110 | 22        | 16   | SYN       | Synchronous Idle              | Szinkron üresjárat                                                         |
| 0001 0111 | 23        | 17   | ETB       | End of Trans. Block           | Adatátviteli blokk vége                                                    |
| 0001 1000 | 24        | 18   | CAN       | Cancel                        | Mégsem, visszavonás                                                        |
| 0001 1001 | 25        | 19   | EM        | End of Medium                 | Adathordozó vége                                                           |
| 0001 1010 | 26        | 1A   | SUB       | Substitute                    | Helyettesítő karakter                                                      |
| 0001 1011 | 27        | 1B   | ESC       | Escape                        | Feloldójel                                                                 |
| 0001 1100 | 28        | 1C   | FS        | File Separator                | Állományelválasztó                                                         |
| 0001 1101 | 29        | 1D   | GS        | Group Separator               | Csoportelválasztó                                                          |
| 0001 1110 | 30        | 1E   | RS        | Record Separator              | Rekordelválasztó                                                           |
| 0001 1111 | 31        | 1F   | US        | Unit Separator                | Egységelválasztó                                                           |
| 0111 1111 | 127       | 7F   | DEL       | Delete                        | Törlés                                                                     |

### A többi karakterhely

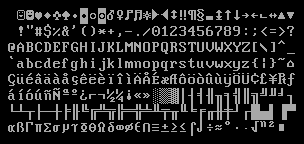
Kibővített ASCII-jelkészlet (437-es kódlap, IBM PC)

Az írásjeleket és a latin ábécé betűit tartalmazza. Szokás még nyomtatható karakterek néven is emlegetni, mivel a 127-es helyen lévő karakter kivételével valamennyi nyomtatható illetve képernyőn megjeleníthető.
| Bináris   | Decimális | Hexa | Jel        |
| --------- | --------- | ---- | ---------- |
| 0010 0000 | 32        | 20   | szóköz (␠) |
| 0010 0001 | 33        | 21   | !          |
| 0010      | 34        | 22   | "          |
| 0010 0011 | 35        | 23   | #          |
| 0010 0100 | 36        | 24   | $          |
| 0010 0101 | 37        | 25   | %          |
| 0010 0110 | 38        | 26   | &          |
| 0010 0111 | 39        | 27   | '          |
| 0010 1000 | 40        | 28   | (          |
| 0010 1001 | 41        | 29   | )          |
| 0010 1010 | 42        | 2A   | *          |
| 0010 1011 | 43        | 2B   | +          |
| 0010 1100 | 44        | 2C   | ,          |
| 0010 1101 | 45        | 2D   | -          |
| 0010 1110 | 46        | 2E   | .          |
| 0010 1111 | 47        | 2F   | /          |
| 0011 0000 | 48        | 30   | 0          |
| 0011 0001 | 49        | 31   | 1          |
| 0011 0010 | 50        | 32   | 2          |
| 0011      | 51        | 33   | 3          |
| 0011 0100 | 52        | 34   | 4          |
| 0011 0101 | 53        | 35   | 5          |
| 0011 0110 | 54        | 36   | 6          |
| 0011 0111 | 55        | 37   | 7          |
| 0011 1000 | 56        | 38   | 8          |
| 0011 1001 | 57        | 39   | 9          |
| 0011 1010 | 58        | 3A   | :          |
| 0011 1011 | 59        | 3B   | ;          |
| 0011 1100 | 60        | 3C   | <          |
| 0011 1101 | 61        | 3D   | =          |
| 0011 1110 | 62        | 3E   | >          |
| 0011 1111 | 63        | 3F   | ?          |

| Bináris   | Decimális | Hexa | Jel |
| --------- | --------- | ---- | --- |
| 0100 0000 | 64        | 40   | @   |
| 0100 0001 | 65        | 41   | A   |
| 0100 0010 | 66        | 42   | B   |
| 0100 0011 | 67        | 43   | C   |
| 0100      | 68        | 44   | D   |
| 0100 0101 | 69        | 45   | E   |
| 0100 0110 | 70        | 46   | F   |
| 0100 0111 | 71        | 47   | G   |
| 0100 1000 | 72        | 48   | H   |
| 0100 1001 | 73        | 49   | I   |
| 0100 1010 | 74        | 4A   | J   |
| 0100 1011 | 75        | 4B   | K   |
| 0100 1100 | 76        | 4C   | L   |
| 0100 1101 | 77        | 4D   | M   |
| 0100 1110 | 78        | 4E   | N   |
| 0100 1111 | 79        | 4F   | O   |
| 0101 0000 | 80        | 50   | P   |
| 0101 0001 | 81        | 51   | Q   |
| 0101 0010 | 82        | 52   | R   |
| 0101 0011 | 83        | 53   | S   |
| 0101 0100 | 84        | 54   | T   |
| 0101      | 85        | 55   | U   |
| 0101 0110 | 86        | 56   | V   |
| 0101 0111 | 87        | 57   | W   |
| 0101 1000 | 88        | 58   | X   |
| 0101 1001 | 89        | 59   | Y   |
| 0101 1010 | 90        | 5A   | Z   |
| 0101 1011 | 91        | 5B   | [   |
| 0101 1100 | 92        | 5C   | \   |
| 0101 1101 | 93        | 5D   | ]   |
| 0101 1110 | 94        | 5E   | ^   |
| 0101 1111 | 95        | 5F   | _   |

| Bináris   | Decimális | Hexa | Jel |
| --------- | --------- | ---- | --- |
| 0110 0000 | 96        | 60   | `   |
| 0110 0001 | 97        | 61   | a   |
| 0110 0010 | 98        | 62   | b   |
| 0110 0011 | 99        | 63   | c   |
| 0110 0100 | 100       | 64   | d   |
| 0110 0101 | 101       | 65   | e   |
| 0110      | 102       | 66   | f   |
| 0110 0111 | 103       | 67   | g   |
| 0110 1000 | 104       | 68   | h   |
| 0110 1001 | 105       | 69   | i   |
| 0110 1010 | 106       | 6A   | j   |
| 0110 1011 | 107       | 6B   | k   |
| 0110 1100 | 108       | 6C   | l   |
| 0110 1101 | 109       | 6D   | m   |
| 0110 1110 | 110       | 6E   | n   |
| 0110 1111 | 111       | 6F   | o   |
| 0111 0000 | 112       | 70   | p   |
| 0111 0001 | 113       | 71   | q   |
| 0111 0010 | 114       | 72   | r   |
| 0111 0011 | 115       | 73   | s   |
| 0111 0100 | 116       | 74   | t   |
| 0111 0101 | 117       | 75   | u   |
| 0111 0110 | 118       | 76   | v   |
| 0111      | 119       | 77   | w   |
| 0111 1000 | 120       | 78   | x   |
| 0111 1001 | 121       | 79   | y   |
| 0111 1010 | 122       | 7A   | z   |
| 0111 1011 | 123       | 7B   | {   |
| 0111 1100 | 124       | 7C   | \|  |
| 0111 1101 | 125       | 7D   | }   |
| 0111 1110 | 126       | 7E   | ~   |

### Kibővített jelkészlet
Nyolc bit segítségével 256-féle különböző állapot (és ennek megfelelő karakter) tárolható és különböztethető meg, így kézenfekvő volt az ASCII-jelkészlet bővítése. Az IBM PC elterjedésével először a 437-es kódlap (USA) szerinti bővítést használták, amely ékezetes betűket, matematikai jeleket és táblázatrajzoló szimbólumokat tartalmazott. Mivel az ASCII-jelkészletben csak az alsó 127 helyen lévő karakterek kódolása kötött, számos más kibővített ASCII-kód
jelent meg a különböző nyelvek támogatására.